# Volta Limburg Classic 2017
Volta Limburg Classic 2017 var den 44. udgave af cykelløbet Volta Limburg Classic. Løbet var en del af UCI Europe Tour-kalenderen og blev arrangeret 1. april 2017. Det blev vundet af italienske Marco Canola fra Nippo-Vini Fantini-Europa Ovini.

## Hold og ryttere
| UCI WorldTeams (2)- BMC Racing Team - Lotto NL-Jumbo UCI Professionelle kontinentalthold (8)- CCC Sprandi Polkowice - Wanty-Groupe Gobert - Nippo-Vini Fantini - Sport Vlaanderen-Baloise - Roompot-Nederlandse Loterij - WB-Veranclassic-Aqua Protect - Bardiani CSF - Gazprom-RusVelo UCI Kontinentalhold (12)- Delta Cycling Rotterdam - VéloCONCEPT - Coop - Baby-Dump - Pauwels Sauzen-Vastgoedservice - SEG Racing Academy - Metec-TKH-Mantel - Monkey Town Continental - Tarteletto-Isorex - Riwal Platform - Destil-Jo Piels - Lotto-Kern-Haus |
| |

### Danske ryttere
| - Nicolai Brøchner kørte for Riwal Platform Cycling Team - Patrick Clausen kørte for Riwal Platform Cycling Team - Jonas Gregaard Wilsly kørte for Riwal Platform Cycling Team - Jesper Mørkøv kørte for Riwal Platform Cycling Team - Rasmus Mygind kørte for Riwal Platform Cycling Team - Chris Anker Sørensen kørte for Riwal Platform Cycling Team - Troels Vinther kørte for Riwal Platform Cycling Team - Kasper Würtz Schmidt kørte for Riwal Platform Cycling Team | - Rasmus Guldhammer kørte for Team VéloCONCEPT - Niklas Eg kørte for Team VéloCONCEPT - Mads Rahbek kørte for Team VéloCONCEPT - Michael Reihs kørte for Team VéloCONCEPT - Thomas Nybo Riis kørte for Team VéloCONCEPT - Mark Sehested Pedersen kørte for Team VéloCONCEPT |

## Resultater
| \| Samlede stilling \| Samlede stilling \| Samlede stilling \| Samlede stilling \| Samlede stilling \| \| Rytter \| Rytter \| Hold \| Tid \| \| \| ---------------- \| ------------------ \| ---------------------------- \| ---------------- \| ---------------- \| \| 1. \| Marco Canola \| Nippo-Vini Fantini \| 4t 45' 26" \| \| \| 2. \| Xandro Meurisse \| Wanty-Groupe Gobert \| + 0" \| \| \| 3. \| Nick van der Lijke \| Roompot-Nederlandse Loterij \| + 4" \| \| \| 4. \| Antoine Warnier \| WB-Veranclassic-Aqua Protect \| + 51" \| \| \| 5. \| Paul Martens \| LottoNL-Jumbo \| + 59" \| \| \| 6. \| Jeroen Meijers \| Roompot-Nederlandse Loterij \| + 59" \| \| \| 7. \| Dimitri Peyskens \| WB-Veranclassic-Aqua Protect \| + 59" \| \| \| 8. \| Jérôme Baugnies \| Wanty-Groupe Gobert \| + 59" \| \| \| 9. \| Loïc Vliegen \| BMC Racing Team \| + 59" \| \| \| 10. \| Rob Ruijgh \| Tarteletto-Isorex \| + 59" \| \| |                    |                              |            |
| |                    |                              |            |
| Kilder: ProCyclingStats Cycling Quotient Cycling Archives |                    |                              |            |
| Samlede stilling |                    |                              |            |
| Rytter | Rytter             | Hold                         | Tid        |
| 1. | Marco Canola       | Nippo-Vini Fantini           | 4t 45' 26" |
| 2. | Xandro Meurisse    | Wanty-Groupe Gobert          | + 0"       |
| 3. | Nick van der Lijke | Roompot-Nederlandse Loterij  | + 4"       |
| 4. | Antoine Warnier    | WB-Veranclassic-Aqua Protect | + 51"      |
| 5. | Paul Martens       | LottoNL-Jumbo                | + 59"      |
| 6. | Jeroen Meijers     | Roompot-Nederlandse Loterij  | + 59"      |
| 7. | Dimitri Peyskens   | WB-Veranclassic-Aqua Protect | + 59"      |
| 8. | Jérôme Baugnies    | Wanty-Groupe Gobert          | + 59"      |
| 9. | Loïc Vliegen       | BMC Racing Team              | + 59"      |
| 10. | Rob Ruijgh         | Tarteletto-Isorex            | + 59"      |